# Robopon
Robopon è una serie di videogiochi di ruolo sviluppata da Hudson Soft e pubblicata da Atlus.
Il primo titolo della serie distribuito sul mercato statunitense è Robopon: Sun Version, facente parte di una trilogia che comprendeva le versioni Star e Moon, prodotte per Game Boy e Game Boy Color.
La serie ha ricevuto come seguito i videogiochi Robopon 2 nelle versioni Ring e Cross per Game Boy Advance. È stato inoltre realizzato un titolo per Nintendo 64, distribuito esclusivamente in Giappone.